# Saint-Hilaire-en-Morvan
 Saint-Hilaire-en-Morvan  es una comuna francesa situada en el departamento de Nièvre.

## Demografía
| 303 | 284 | 234 | 206 | 250 | 228 | 219 |
| Para los censos de 1962 a 1999 la población legal corresponde a la población sin duplicidades (Fuente: INSEE [Consultar]) |     |     |     |     |     |     |